# Église Santa Maria del Soccorso de Rovigo
L'Église Santa Maria del Soccorso  (en italien : Chiesa di Santa Maria del Soccorso dite « La Rotonda ») est un édifice religieux situé à Rovigo (Italie). Elle est caractérisée par sa forme architecturale à plan octogonal et par ses témoignages historiques et religieux liés à l'évolution socioculturelle de la ville.

## Histoire
La construction de l'église a débuté en 1594 d'après le projet de Francesco Zamberlan, afin de conserver une image d'une Vierge à laquelle étaient attribués des miracles dont la libération de Rovigo de la peste.

## Description
Le corps de la construction est composé de deux structures à plan octogonal, celle intérieure dédiée à l'église et celle extérieure à portique sur sept côtés, le huitième étant occupé par la sacristie.
La structure octogonale intérieure, dotée de trois grandes ouvertures, soutient un toit dont la réalisation a été achevée  en 1622, remplaçant une coupole démolie en 1606 à cause de ses faiblesses structurelles.
Le campanile, qui a été construit d'après le projet de l'architecte Baldassare Longhena et situé sur une petite place adjacente à l'église, mesure 57 m de hauteur.

## Œuvres
La décoration intérieure comporte  vingt-deux grandes peintures sur toile (360 × 430 cm) célébrant autant de podestats vénitiens ; elles ont été réalisées par des artistes actifs en Vénétie comme Francesco Maffei, Pietro Liberi, Pietro Ricchi, Andrea Celesti, Pietro della Vecchia et  Antonio Zanchi.
Les grandes toiles sont disposées sur deux rangées superposées, séparées par une large frise centrale composée de statues et de retables, l'ensemble couvrant totalement les murs de l'édifice.

## Orgue
L'orgue opéra no  34 du constructeur vénitien Gaetano Callido se trouve sur une cantoria de forme trapézoïdale.

## Images

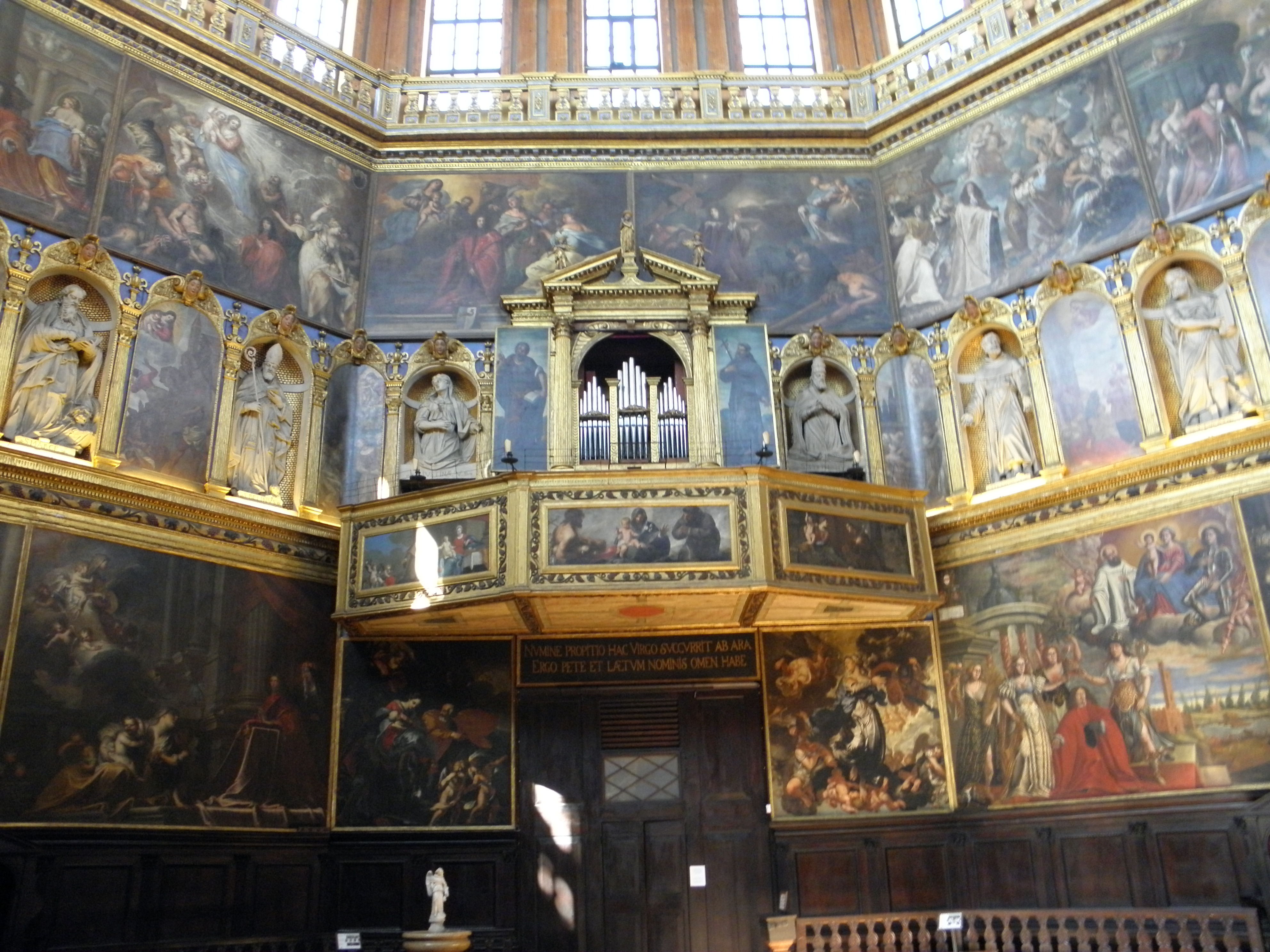
L'orgue et la cantoria.
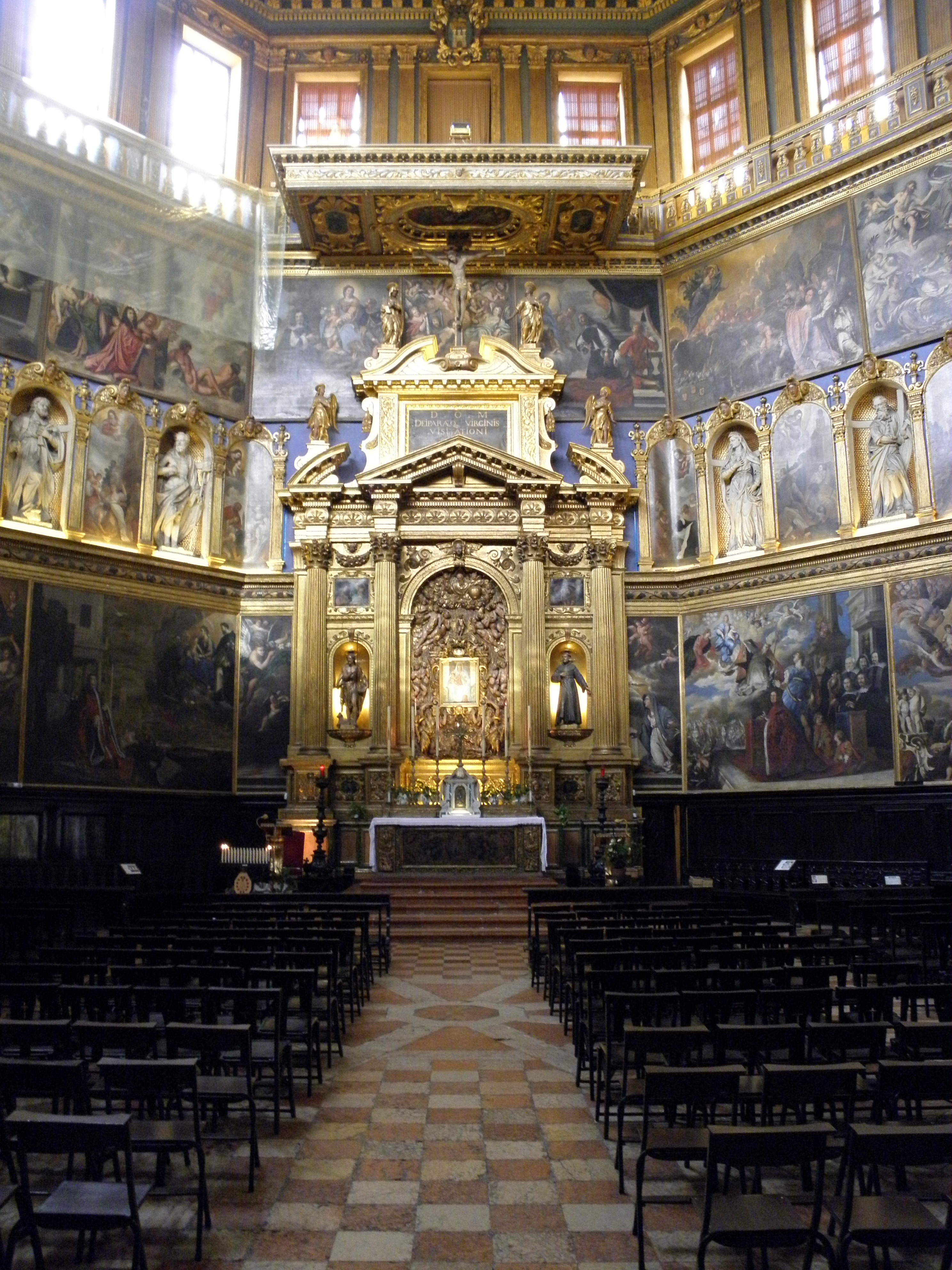
Intérieur et maître-autel.
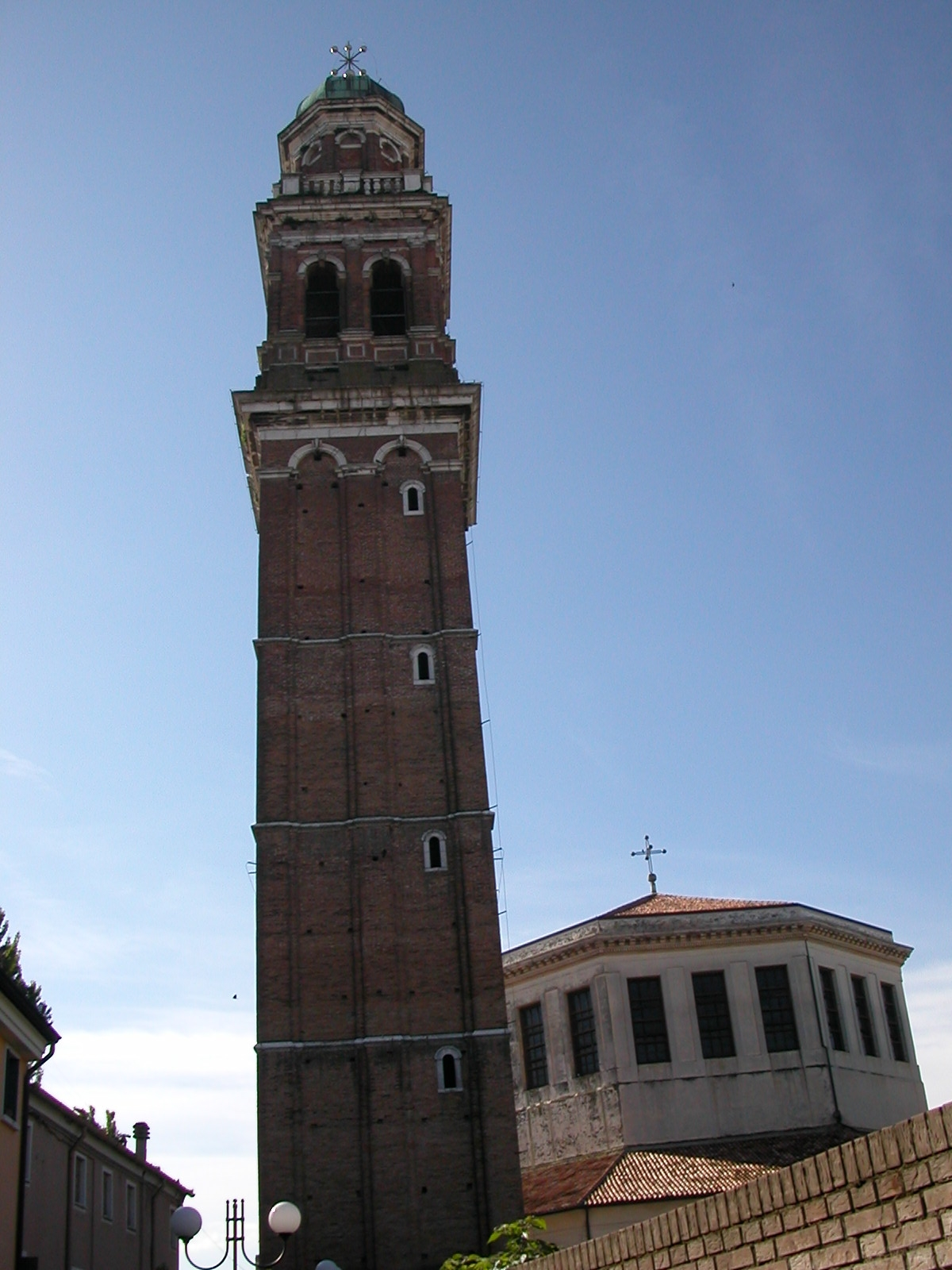
Le campanile.